# Віктор Голас
Віктор Угу Матеуш Голас (порт.-браз. Victor Hugo Mateus Golas; нар. 27 грудня 1990, Арапонгаш, Парана, Бразилія) — бразильський футболіст польського походження, воротар «Ріу-Клару».

## Життєпис
Народився в місті Арапонгаш штату Парана в родині етнічних поляків. Футболом розпочав займатися в академії «Америка» (Сан-Паулу), а в 2007 році 16-річний Віктор виїхав до Португалії, де вступив до академії «Спортінга». Два роки по тому розпочав професіональну кар'єру. У 2009 році його орендував клуб третього дивізіону «Реал» (Келуж), за який провів три матчі. Влітку 2010 року орендований іншим представником третього дивізіону, «Боавішту». У клубі з Порту став основним воротарем, де зіграв 27 матчів. Після цього відправився в оренду до клубу другого дивізіону «Пенафієля». На професіональному рівні дебютував 4 вересня 2011 року в переможному (3:2) виїзному поєдинку Сегунда-Ліги проти «Уніана Мадейри».
Влітку 2012 року повернувся до Лісабона, але одразу ж був переведений до резервної команди. У червні 2014 року вільним агентом залишив «Спортінг» та перебрався в «Брагу». 4 лютого 2015 року в переможному (2:0) поєдинку групового етапу Кубку португальської ліги проти «Ріу Аве».
3 серпня 2015 року підписав контракт з болгарським клубом «Ботев». У Першій професіональній футбольній лізі дебютував шість днів по тому, у переможному (1:0) поєдинку проти «Пирин» (Благоєвград). 3 липня 2016 року, після 31 зіграного матчу, залишив клуб вільним агентом.
У наступні роки, за винятком короткого періоду виступів у футбольній Суперлізі Косова за «Трепчу'89», виступав за нижчолігові клуби на батьківщині. 
У червні 2021 року перейшов у литовський «Паневежис», з яким підписав контракт до завершення сезону 2021 року. У новій команді отримав футболку з 32-м ігровим номером. Оскільки клуб брав участь у єврокубках, керівництво вирішило придбати досвідченішого гравця.
27 червня 2021 року вийшов у футболці «Паневежиса Б» й отримав червону картку в поєдинку Першої ліги проти «Йонави». Залишив поле на 80-й хвилині, а «Йонава» здобула перемогу з рахунком 1:0.
1 липня 2021 дебютував у переможному (2:1) матчі А-Ліги проти ДФК «Дайнави».
13 серпня 2021 році на 53-й хвилині матчу проти клубу «Банги» успішно відбив 11-метровий удар Сімонаса Урбіса. Згодом він декілька разів рятував від небезпечних атак Урбіса, але Сімонас Урбіс все ж відзначився зі штрафного в доданий час. Підсумковий рахунок матчу – 3:1 на користь «Паневежиса».
19 січня 2022 року стало відомо, що гравець повернувся на батьківщину й підписав контракт з «Ріу-Клару». Згодом виступав за «Інтер де Лімейра», «Ботафогу» (Жуан-Пессоа) та «Новорізонтіну». 2 січня 2023 року повернувся до «Ріу-Клару».

## Досягнення
«Паневежис»
- Кубок Литви
  -  Фіналіст (1): 2021